# 姬島站
姬島站（日语：／ Himejima eki */?）是位於大阪府大阪市西淀川區姬里一丁目，阪神電氣鐵道本線的車站。車站編號為「HS05」。
此站曾經是區間急行停車站，在早上下行和黃昏時段中，準急會停靠此站。在2001年3月10日時間表修正中，區間急行暫時取消，只為準急停車站。後來，區間急行在2006年10月28日再次營運，但是通過此站。在2009年3月，阪神難波線全線開通同時實施時間表修正，本線取消準急班次，自始只剩下普通班次停靠。另外，在舉行浪速淀川花火大會當日，部分急行班次會臨時停靠。

## 歷史
- 1905年（明治38年）4月12日 - 阪神本線開通，此站也同時啟用，當時車站名為稗島站（日语：／）。
- 1925年（大正14年）5月30日 - 車站改名為姬島站。
- 1991年（平成3年）4月7日 - 區間急行開始停靠此站。
- 2001年（平成13年）3月10日 - 取消區間急行班次，只有準急和普通列車停靠此站。
- 2009年（平成21年）3月20日 - 本線取消準急班次，再沒有定期優等列車（日语：優等列車）停靠。
- 2014年（平成26年）4月1日 - 引入車站編號[1][2]。

## 車站構造

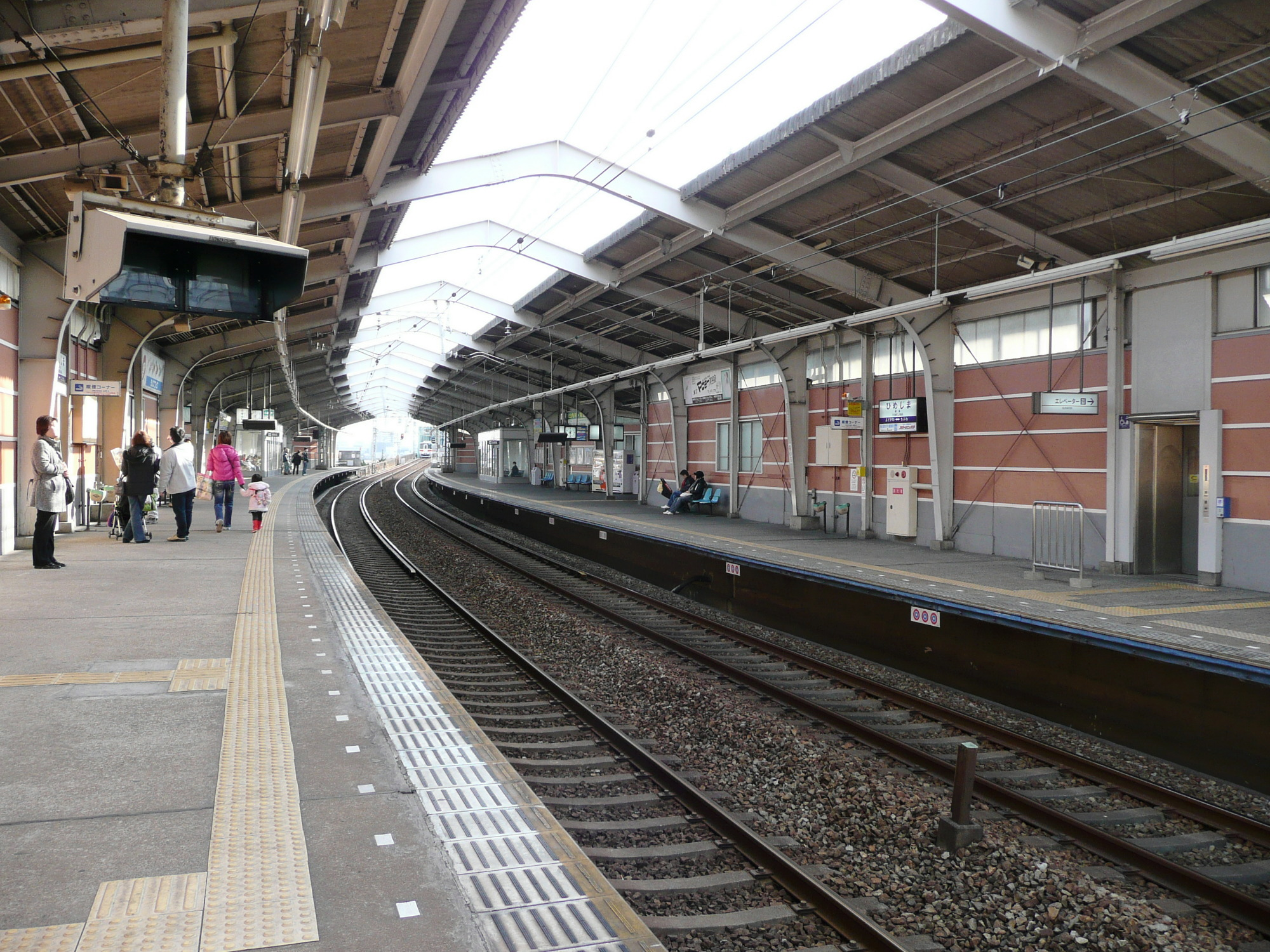
月台

車站是一座高架車站，設有2面2線的相對式月台。車站設有轉轍器和絶對信號機，被定義為停留所。1樓為閘口層和車站大堂，2樓為月台層。車站只有一處閘口。由於月台建設有彎位上，因此梅田方向月台與車廂之間較寬，神戶方向月台與車廂之間較窄。

### 月台
| 月台 | 路線 | 上下行 | 方向                               |
| ---- | ---- | ------ | ---------------------------------- |
| 1    | 本線 | 上行   | 野田、大阪（梅田）方向             |
| 2    | 本線 | 下行   | 尼崎、神戸（三宮）、明石、姬路方向 |

※在站內沒有標示月台編號。但是在「阪神App」智能裝置應用程式中，上行月台為1號月台，下行月台為2號月台。月台可容納6卡車廂。
| ← 梅田方向      | 姬島站配線略圖 | → 三宮、元町方向 |
| 图例 参考文献： |                |                  |

## 使用狀況
在2018年度，1日平均上下車人次為13,789人。在阪神本線33車站中排名18位，在只有各站停車班次停靠車站中，繼春日野道駅後第2多人使用。在JR東西線御幣島站啟用後，使用人次曾有所減少，近年繼趨穩定。
以下為各年度1日平均乘車、上下車人次列表。
| 年度               | 1日平均 乘車人次 | 1日平均 下車人次 | 1日平均 上下車人次 | 參考資料 |
| ------------------ | ---------------- | ---------------- | ------------------ | -------- |
| 1997年（平成09年） | 8,414            | 8,191            | 16,605             | [ 4 ]    |
| 1998年（平成10年） | 8,181            | 7,963            | 16,144             | [ 5 ]    |
| 1999年（平成11年） | 7,886            | 7,675            | 15,561             | [ 6 ]    |
| 2000年（平成12年） | 7,175            | 6,967            | 14,142             | [ 7 ]    |
| 2001年（平成13年） | 7,124            | 6,987            | 14,111             | [ 8 ]    |
| 2002年（平成14年） | 6,916            | 6,775            | 13,691             | [ 9 ]    |
| 2003年（平成15年） | 6,817            | 6,688            | 13,505             | [ 10 ]   |
| 2004年（平成16年） | 6,935            | 6,806            | 13,741             | [ 11 ]   |
| 2005年（平成17年） | 6,661            | 6,459            | 13,120             | [ 12 ]   |
| 2006年（平成18年） | 6,682            | 6,483            | 13,615             | [ 13 ]   |
| 2007年（平成19年） | 6,528            | 6,398            | 12,926             | [ 14 ]   |
| 2008年（平成20年） | 6,452            | 6,408            | 12,860             | [ 15 ]   |
| 2009年（平成21年） | 6,490            | 6,452            | 12,942             | [ 16 ]   |
| 2010年（平成22年） | 6,313            | 6,351            | 12,644             | [ 17 ]   |
| 2011年（平成23年） | 6,357            | 6,393            | 12,750             | [ 18 ]   |
| 2012年（平成24年） | 6,290            | 6,139            | 12,429             | [ 19 ]   |
| 2013年（平成25年） | 6,236            | 6,167            | 12,403             | [ 20 ]   |
| 2014年（平成26年） | 6,308            | 6,176            | 12,484             | [ 21 ]   |
| 2015年（平成27年） | 6,478            | 6,444            | 12,922             | [ 22 ]   |
| 2016年（平成28年） | 6,653            | 6,571            | 13,224             | [ 23 ]   |
| 2017年（平成29年） | 6,799            | 6,678            | 13,477             | [ 24 ]   |
| 2018年（平成30年） | 6,939            | 6,850            | 13,789             | [ 25 ]   |

## 車站周邊

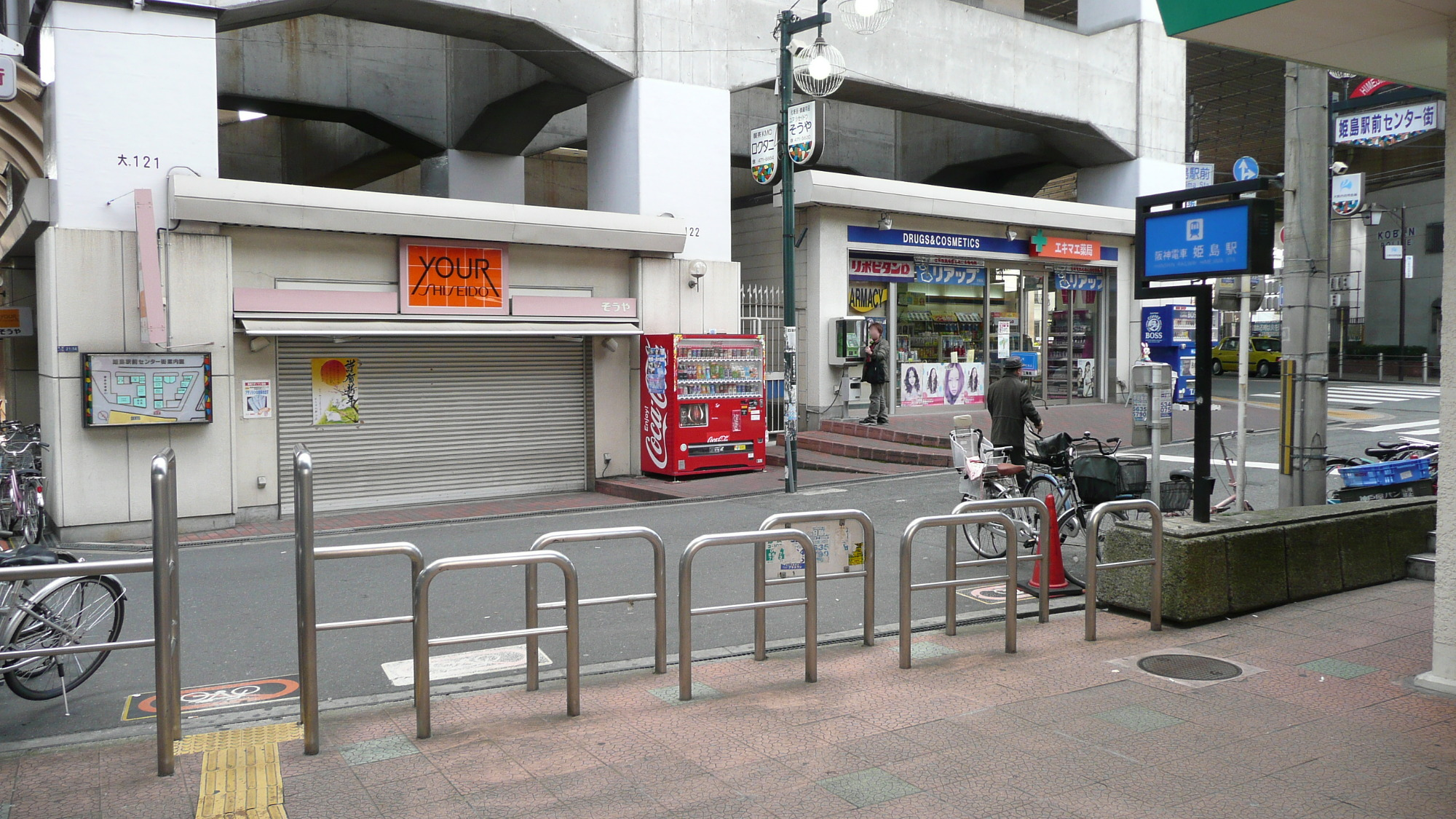
車站西邊風景

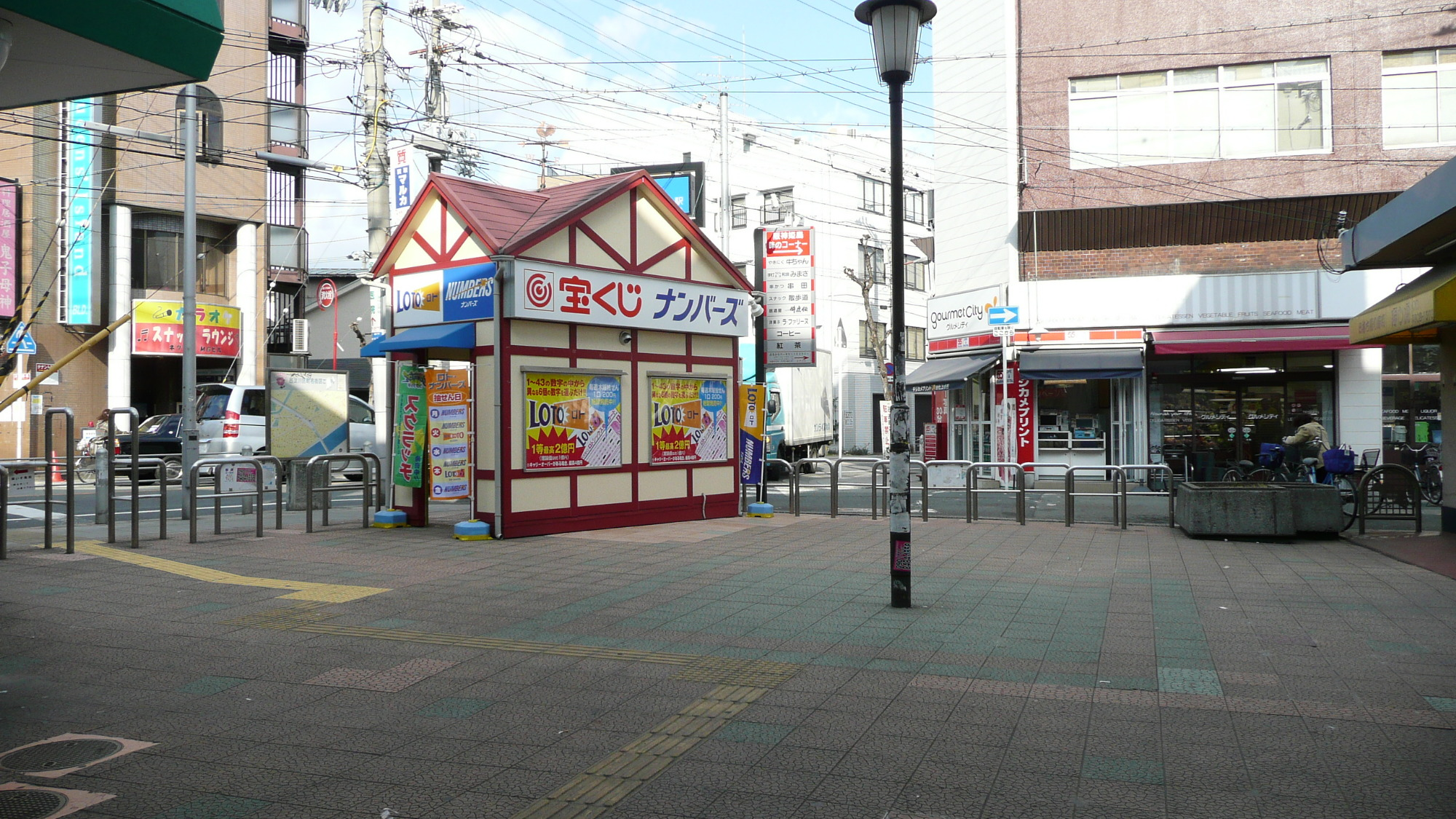
車站北邊廣場

車站南方設有淀川。
- 大阪姬島郵局
- 西淀川郵局（日语：西淀川郵便局）
- 姬嶋神社（日语：姫嶋神社）
- 姬島公園
- 姬島幼稚園
- 大阪市立姫里小學（日语：大阪市立姫里小学校）
- 大阪市立姫島小學（日语：大阪市立姫島小学校）
- 姬島通（日语：姫島通）

## 巴士路線
大阪城市巴士
- 43號系統（日语：大阪シティバス酉島営業所#43号系統）：經福町前往酉島車庫前（日语：大阪シティバス酉島営業所），經塚本站前、十三前往大阪站前

## 相鄰車站
阪神電氣鐵道
 本線
■■直通特急、■特急、■區間特急、■急行、■區間急行
通過(在浪速淀川花火大會當日，急行會臨時停靠此站)
■普通
淀川（HS 04）－姬島（HS 05）－千船（HS 06）

## 外部連結
- 姬島（路線圖、車站資訊） - 阪神電氣鐵道